# Timarion
Timarion (grec. Τιμαρίων) – anonimowy bizantyński utwór satyryczny z lat 50. XII wieku. Utwór nawiązuje do dialogu Lukiana (ok. 125 - ok. 190) Menippos, czyli nekromancja

## Treść
Tytułowy bohater Timarion wraz ze swoim przyjacielem Kydionem udał się na wielki festyn w Tesalonice. Po jego zakończeniu   umiera na zapalenie wątroby i trafia do świata zmarłych. Tam spotyka cesarza Romana Diogenesa oraz filozofów: Diogenesa z Synopy, Michała Psellosa, Jana Italosa, Pitagorasa i swojego dawnego mistrza Teodora ze Smyrny. Ten ostatni nakłania go do złożenia skargi przed władzami podziemi na niezasłużoną śmierć. W komisji która rozpatruje jego skargę zasiadają: Ajakos, Minos i cesarz Teofil. Dwaj rzeczoznawcy: bóg Eskulap i lekarz Hipokrates ustalili, że zgon bohatera nastąpił wbrew ustalonej diagnozie choroby zapalenia wątroby. Ostatecznie Timarion wyrokiem sądu podziemnego wraca na ziemię. Po powrocie z zaświatów Timarion opowiada Kydionowi o swoich przygodach na tamtym świecie. 